# Bosco Verticale
De Bosco Verticale zijn twee wolkenkrabbers in de Italiaanse stad Milaan met respectievelijke hoogtes van 111 en 76 meter. Ze liggen ten noordoosten van het stadscentrum in de wijk Porta Nuova, niet ver van het treinstation Milano Porta Garibaldi, tussen de Via Gaetano de Castillia en de Via Federico Confalonieri.

## Ontwerp
Het gebouw is een ontwerp van het architectenbureau Boeri Studio ondersteund door het ingenieursbureau Arup en bevat 900 bomen op een terrasoppervlakte van 8.900 m², verdeeld als 550 in de hoogste en 350 bomen in de lagere toren. Het bouwwerk is geïnspireerd door de 14e-eeuwse Torre Guinigi in Lucca, met steeneiken groeiend op het terras bovenaan de toren.

## Prijzen
Het bouwwerk was de laureaat van de International Highrise Award 2014, de Best Tall Building Worldwide 2015 en won de zilveren Emporis Skyscraper Award 2014 (tweede prijs), toegekend in 2015.